# Girl/Boy EP
Girl/Boy EP è il quinto extended play del disc jockey intelligent dance music britannico Richard David James, pubblicato sotto lo pseudonimo Aphex Twin il 19 agosto 1996 dalla Warp Records.

## Descrizione

### L'EP
L'EP precedette il quarto album in studio dell'artista, ovvero Richard D. James Album. Tant'è che il primo brano di questo extended play, Girl/Boy (NLS Mix), venne ripubblicato in quell'album con il nome Girl/Boy Song.
Gli elementi utilizzati per questo brano simboleggiano l'unione fra elementi orchestrali e di electronica utilizzati nel suo album precedente, ...I Care Because You Do. Brani di quell'album come Next Heap With, Mookid e Icct Hedral sono composti in maniera simile.

### La copertina
La copertina mostra la lapide del fratello maggiore, anche lui chiamato Richard James, morto alla nascita. Secondo Aphex Twin, sua madre fu talmente addolorata dalla morte del figlio che diede a lui il nome, scordandosi totalmente del fatto che il fratello maggiore Richard James fosse mai nato.
(Lorna James)

## Tracce
Lato A
Musiche di Richard D. James.
1. Girl/Boy (NLS Mix) – 4:52
2. Milk Man – 4:08 (testo: Richard D. James)

Durata totale: 9:00
Lato B
Musiche di Richard D. James.
1. Inkey$ – 1:24
2. Girl/Boy (£18 Snarerush Mix) – 1:57
3. Beetles – 1:31
4. Girl/Boy (Redruth Mix) – 1:40

Durata totale: 6:32

## Formazione
- Aphex Twin – tastiere, missaggio, produzione, drum machine, strumenti ad arco (virtuali; traccia 1), voce (traccia 2, 5)